# Scary Movie 2
Scary Movie este un film american comedie de groază parodie din 2001 regizat de Keenen Ivory Wayans. În rolurile principale joacă actorii Shawn Wayans, Marlon Wayans, Anna Faris și Regina Hall. Parodiază filme thriller și de groază ca The Exorcist, The Amityville Horror, Poltergeist, The Changeling, Hollow Man, The Legend of Hell House, The Haunting și altele.

## Prezentare
Un grup de adolescenți, printre care Cindy Campbell și Brenda Meeks, sunt invitați să petreacă o noapte în Casa Iadului (Hell House). Profesorul Oldman i-a convins că este pentru un proiect școlar, dar noaptea nu va trece în liniște. Stăpânul Kane este de mult timp mort, dar încă plănuiește să se distreze, în special cu Alex Monday. Când lucrurile încep într-adevăr să se schimbe în rău, grupul trebuie să lucreze împreună pentru a găsi o modalitate de a prinde această amenințare fantomatică.

## Actori
- Anna Faris este Cindy Campbell
- Shawn Wayans este Ray Wilkins
- Marlon Wayans este Shorty Meeks
- Regina Hall este Brenda Meeks
- Chris Masterson este Buddy
- Kathleen Robertson este Theo
- David Cross este Dwight Hartman
- James Woods este Father McFeely
- Tim Curry este Professor Oldman
- Tori Spelling este Alex Monday
- Chris Elliott este Hanson
- Andy Richter este Father Harris
- Richard Moll este Hugh Kane (Hell House Ghost)
- Veronica Cartwright este Mrs. Voorhees
- Natasha Lyonne este Megan Voorhees
- James DeBello este Tommy

## Coloana sonoră
1. "Hello Dolly" – Jerry Herman
2. "Shake Ya Ass" – Mystikal
3. "Tubular Bells" – Mike Oldfield
4. "Smack My Bitch Up" – The Prodigy
5. "Graduation (Friends Forever)" – Vitamin C
6. "U Know What's Up" – Donnell Jones
7. "So Erotic" – Casey Crown cu J Dee
8. "Ride wit Me" – Nelly cu City Spud
9. "Insane in the Brain" – Cypress Hill
10. "Evel Knieval" – Deadly Avenger

Alte melodii din film:
- "I Walk Alone" – Oleander
- "Fever" – Richard Marino și orchestra sa
- "Killer Bee" – Meeks
- "Let Me Blow Ya Mind" – Eve cu Gwen Stefani
- "Skullsplitter" – Hednoize
- "If I Had No Loot" – Tony! Toni! Toné!
- "History Repeating" – Propellerheads
- "When It's Dark" – Trace featuring Neb Luv
- "Givin' My Dick Away" – Trace
- "Sorry Now" – Sugar Ray